# Lubbock
Lubbock è una città degli Stati Uniti d'America, capoluogo della contea omonima nello stato del Texas. È l'undicesima città più popolosa del Texas. Con una popolazione di 255.885 nel 2018, la città è anche l'84ª città più popolosa d'America.La città è nella parte nord-ovest dello stato, una regione nota storicamente e geograficamente come Llano Estacado, e ecologicamente è parte dell'estremità meridionale delle Alte Pianure.
Il soprannome di Lubbock, "Hub City", deriva dal fatto che è il centro economico, educativo e sanitario della regione a nord del Bacino Permiano e a sud del Texas Panhandle ovvero della cosiddetta South Plains. L'area è la più grande area di produzione di cotone negli USA ed è fortemente dipendente dall'acqua del Ogallala Aquifer per l'irrigazione.
Si estende su una superficie di 297,6 km² e nel 2010 contava 229.573 abitanti.
Nel 1951 ebbe luogo nella città uno dei più famosi avvistamenti di massa di UFO.
La città è inoltre ricordata per essere stata spesso luogo dei primi concerti di un giovanissimo Elvis Presley, che qui si esibì diverse volte durante i tour del 1954-1955 .

## Geografia fisica
Secondo lo United States Census Bureau, la città ha una superficie totale di 320 km² dei quali 317,04 km² di territorio e 2,96 km² di acque interne (0,93% del totale).
Si trova 119 miglia (192 km) a sud di Amarillo (tramite la U.S. Route 27), 139 miglia (224 km) a nord di Odessa, 162 miglia (261 km) a nord-ovest di Abilene e 327 miglia (526 km) ad ovest di Dallas.

## Società

### Evoluzione demografica
Secondo il censimento del 2010, la popolazione era di 229 573 abitanti.